# Thom Karremans
Thomas Jakob Peter Karremans Karremans, detto Thom (Apeldoorn, 29 dicembre 1948), è un ex militare olandese, noto in particolare per essere stato al comando del contingente di caschi blu che proteggeva l'enclave di Srebrenica nel corso della guerra in Bosnia-Erzegovina e che non fu in grado di impedire il massacro di Srebrenica del luglio 1995.

## Biografia
Karremans ha svolto il suo addestramento militare all'accademia militare Reale nei Paesi Bassi, e quindi è entrato nel 1979-1980 a far parte delle truppe della missione di pace UNIFIL in Libano. Negli anni 1980 è stato stazionato presso il quartiere generale NATO a Mons, Belgio. Si è quindi specializzato in controllo delle armi. Nel 1991 è iniziata la sua esperienza in Bosnia-Erzegovina come ufficiale di mediazione per la commissione di osservazione della CE. Quindi è diventato comandante di un battaglione di fanteria ad Assen.
Nel luglio 1995 Karremans permette ai militari serbi di Bosnia al comando di Ratko Mladić di procedere alla deportazione forzata di uomini bosniaci dalla città di Srebrenica al villaggio di Potočari, che è poi diventato teatro di uno dei peggiori massacri europei dalla fine della seconda guerra mondiale. Secondo lo stesso Karremans, lo scopo dell'accordo alla deportazione era di dare ai bosniaci un luogo più sicuro dove abitare, non più circondati dai serbi.
Il colonnello Karremans ha sempre negato di aver saputo che ottomila uomini e bambini andavano verso un eccidio. Nel luglio 1995 Srebrenica era una città sotto la protezione dell'ONU, quando l'arrivo delle truppe di Mladić dapprima mise la città sotto assedio, poi entrò con il permesso delle truppe olandesi e francesi. A dispetto di testimonianze da parte dei pochi sopravvissuti bosniaci, ma anche delle truppe olandesi, contro Karremans, questi non può essere incriminato dall'ICTY (Tribunale penale internazionale per l'ex-Jugoslavia) in quanto di nazionalità olandese e non balcanica.
Finita la carriera militare, Karremans si è trasferito con la moglie in Spagna, in parte per le numerose minacce di morte subite nei Paesi Bassi. Hasan Nuhanović ha cercato nel 2010 di far processare Karremans per genocidio davanti a un tribunale ordinario olandese, ma la corte ha deciso di non permettere il processo.